# Frans Somers
Frans Somers ('s-Gravenhage, 15 januari 1917 – Hilversum, 3 december 1982) was een Nederlands hoorspelacteur.
Na een start in het theater werd hij opgenomen in de hoorspelkern van de Nederlandse Radio Unie en was hij te horen in vele honderden hoorspelen. Hij regisseerde ook zelf. Een bijzonder geslaagde vertolking leverde hij als Richard in Het juweel.